# Jackson Lake (jednostka osadnicza)
Jackson Lake – jednostka osadnicza w Stanach Zjednoczonych, w stanie Kolorado, w hrabstwie Morgan.